# Élan Nevers Nièvre
 (août 2018).
L'Elan Nevers Nièvre est un club français de tennis de table situé à Nevers.
Il remporte trois fois consécutivement le championnat de France, en 2002, 2003 et 2004.
Il est également trois fois finaliste d'une coupe d'Europe, la Coupe d'Europe Nancy-Evans, en 2000, 2001 et 2002.

## Histoire
Dans les années 2000, l'Elan Nevers s'est hissé au sommet du tennis de table français en gagnant trois titres de champion de France, en 2002, 2003 et 2004, succédant au club de Levallois qui restait sur quatorze titres consécutifs.
Le club obtient également des résultats sur la scène européenne, disputant trois finales consécutives de la Coupe d'Europe Nancy-Evans, en 2000, battu par le club allemand de TTG RS Hoengen-Alsdorf, 2001, battu par Montpellier et en 2002 battu par un autre club allemand, SV Plüderhausen.
Il dispute les deux années suivantes la coupe d'Europe la plus prestigieuse, la Champion's League, s'inclinant en demi-finale en 2003.
En 2004, le club en proie à des difficultés financières, décidait de ne pas repartir en Pro A.

## Personnalités du club
Le club a accueilli de prestigieux pongistes comme Peter Karlsson ancien no 4 mondial, sacré champion du monde par équipe, champion d’Europe en double et en individuel en 2001 et trois fois vice-champions d’Europe (ligue des champions). Peter Karlsson faisait partie de l'effectif de la période 2001 à 2004 où l'équipe était également composée du Chinois Lin Zhigang, du Français Sébastien Jover, du Suédois Magnus Mansson et du Croate Ivan Juzbasic.
Pierre Fouvielle est à l'initiative du projet du club à jouer en haut niveau.

## Palmarès
Dans les compétitions internationales :
- Champion's League
  - Demi-finaliste en 2003

- Coupe d'Europe Nancy-Evans
  - Finaliste en 2000, 2001, 2002

Dans les compétitions nationales :
- Championnat  de France (3)
  - Champion en 2002, 2003 et 2004.